# Trần Đức Tuấn
Trần Đức Tuấn  (sinh năm 1964) là một tướng lĩnh của lực lương Công an nhân dân Việt Nam, hàm Trung tướng. Ông hiện giữ chức vụ Chánh Thanh tra Bộ Công an, Ủy viên Đảng ủy Công an Trung ương Việt Nam.

## Tiểu sử
Từ tháng 7 năm 2017 đến tháng 4 năm 2019, Trần Đức Tuấn là Đại tá, Phó Bí thư Đảng ủy, Phó Chánh Văn phòng Bộ Công an.
Từ tháng 7 năm 2019 đến tháng 12 năm 2019, Trần Đức Tuấn được thăng cấp bậc hàm Thiếu tướng Công an nhân dân Việt Nam.
Từ tháng 1 năm 2020, Thiếu tướng Trần Đức Tuấn giữ chức vụ Chánh Thanh tra Bộ Công an.
Đến giữa năm 2022, ông được Chủ tịch nước Cộng hòa xã hội chủ nghĩa Việt Nam thăng cấp bậc hàm Trung tướng Công an nhân dân Việt Nam.

## Lịch sử thụ phong quân hàm
| Năm thụ phong | –      | 2019        | 2022        |
| ------------- | ------ | ----------- | ----------- |
| Quân hàm      |        |             |             |
| Cấp bậc       | Đại tá | Thiếu tướng | Trung tướng |